# Planalto Médio
Planalto Médio é a denominação para uma região fisiográfica do Rio Grande do Sul. É composto pelas cidades de Passo Fundo, Carazinho, Cruz Alta, Ijuí, Panambi, Tupanciretã, Soledade, Tapera, Espumoso e Júlio de Castilhos.
Estende-se por uma área de 31.252 km². O solo basáltico predomina ao longo da região, havendo porém arenitos entre Júlio de Castilhos e Cruz Alta, onde o solo é consideravelmente mais pobre. Está situado em altitude de ca. 200 m no vale do Jacuí Superior, 400 a 500 m no oeste e 700 m no leste.
É composto principalmente de campos, com matinhas de galeria. Na parte a leste do Jacuí ocorrem áreas de pinhais fechados e nas inclinações dos vales florestas latifoliadas. São as florestas latifoliadas que ocupam a borda do planalto no sul, onde há divisa com a Depressão Central, numa faixa que se alarga de Jaguari, seguindo por Mata, São Pedro do Sul, Santa Maria, até o vale do Jacuí.